# District de Yoichi

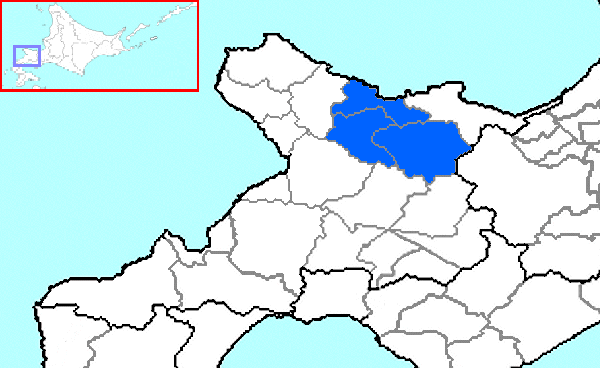
Emplacement du district de Yoichi dans la sous-préfecture de Shiribeshi.

Le district de Yoichi (余市郡, Yoichi-gun) est un district de la sous-préfecture de Shiribeshi, sur l'île de Hokkaidō, au Japon.

## Géographie

### Situation
Le district de Yoichi est situé dans la partie nord-est de la sous-préfecture de Shiribeshi, à l'ouest de Sapporo.

### Démographie
Au 1er avril 2015, la population du district de Yoichi est estimée à 24 655 habitants répartis sur une superficie totale de 588,64 km2 (densité de population de 42 hab./km2).

### Municipalités du district
Le district de Yoichi comprend deux bourgs : Niki et Yoichi et le village d'Akaigawa.

## Histoire
En 1869, après la fin de la guerre civile de Boshin, le bureau de colonisation de Hokkaidō, organisme du gouvernement de Meiji chargé du développement de l'ensemble des territoires situés au nord de l'île principale du Japon, Honshū, effectue un redécoupage administratif de l'île de Hokkaidō en créant 11 provinces, elles-mêmes découpées pour former 86 districts. Le district de Yoichi est créé dans la nouvelle province de Shiribeshi. La réalité administrative de la nouvelle entité juridique ne débute cependant qu'en 1879 avec le découpage des districts en bourgs et villes.